# Dasatinib
Dasatiníb, pod zaščitenim imenom Sprycel in drugimi, je protirakava učinkovina iz skupine malih molekul, ki se uporablja pri zdravljenju kronične mieloične levkemije in akutne limfoblastne levkemije s prisotnostjo kromosoma Filadelfija.
Pogosti neželeni učinki vključujejo zmanjšanje števila belih krvničk (levkocitopenija), zmanjšanje števila krvnih ploščic (trombocitopenija), slabokrvnost, otekanje, izpuščaj in drisko. Med hude neželene učinke spadajo krvavitve, pljučni edem, srčno popuščanje in podaljšanje QT-intervala. Uporaba med nosečnostjo lahko škodi plodu. Deluje kot zaviralec tirozin kinaze, med drugim Bcr-Abl in kinaz iz družine Src.
Dasatinib so v Evropski uniji in ZDA odobrili za medicinsko uporabo leta 2006. Uvrščen je na seznam nujnih zdravil Svetovne zdravstvene organizacije, na katerem so zdravila, bistvena za zagotavljanje osnovne zdravstvene oskrbe.

## Medicinska uporaba
Dasatinib se uporablja za zdravljenje kronične mieloične levkemije in akutne limfoblastne levkemije pri bolnikih s prisotnim kromosomom Philadelphia.
V Evropski uniji je odobren za uporabo pri otrocih, ki imajo:
- na novo diagnosticirano kronično mieloično levkemijo s prisotnim kromosomom Filadelfija, v kroničnem obdobju  (Ph+ KML-KO) ali s kronično mieloično levkemijo s prisotnim kromosomom Filadelfija, ki so neodzivni na predhodno zdravljenje (vključno z imitinibom) ali takega zdravljenja ne prenašajo;[3]
- na novo diagnosticirano  akutno limfoblastno levkemijo (ALL) v kombinaciji s kemoterapijo;[3]

ter pri odraslih z:
- na novo diagnosticirano kronično mieloično levkemijo (KML) s prisotnostjo kromosoma Filadelfija (Ph+) v kroničnem obdobju;[3]
- KML v kroničnem obdobju, obdobju pospešenega poteka ali obdobju blastne preobrazbe, ki se na predhodna zdravljenja, vključno z imatinibom, niso odzvali ali jih niso prenašali;[3]
- Ph+ akutno limfoblastno levkemijo (ALL) in KML v obdobju limfoblastne preobrazbe, ki se na predhodna zdravljenja niso odzvali ali jih niso prenašali.[3]

## Neželeni učinki
Najpogostejši neželeni učinki so okužbe, zaviranje delovanja kostnega mozga (zmanjšano število belih in rdečih krvničk ter krvnih ploščic), glavobol, krvavitve, plevralni izliv (tekočina v poprsnični votlini), zadihanost (oteženo dihanje oziroma disnmeja), driska, bruhanje, slabost (siljenje na bruhanje), bolečina v trebuhu, izpuščaj, bolečina v mišicah in kosteh, utrujenost, zatekanje v predelu rok, nog in obraza ter vročina.
Nevtropenija in mielosupresija sta pogosta škodljiva sopojava pri zdravljenju z dasatinibom. V kliničnem preskušanju se je pri 18 % bolnikov (pri 15 od skupno 84) pojavil plevralni izliv, pri čemer so raziskovalci sumili, da gre za povezavo z dasatinibom. Nekateri bolniki s plevralnim izlivom so potrebovali plevralno punkcijo ali plevrodezo. Drugi opaženi neželeni učinki so bili blaga do zmerna driska, periferni edem in glavobol. Pri majhnem deležu bolnikov so opazili nenormalne rezultate jetrnih testov, vendarje ob prilagoditvi odmerka zdravila prišlo do izboljšanja. Poročali so tudi o primerih blage hipokalcemije, ki pa ni imela znatnega kliničnega pomena. Pri zdravljenju z dasatinibom so poročali tudi oi nekaj primerih pljučne arterijske hipertenzije, morda zaradi poškodovanja endotelijskih celic v pljučnem žilju.
11. oktobra 2011 je ameriški Urad za prehrano in zdravila objavil, da obstaja sum, da lahko dasatinib poveča tveganje za pojav redkega, a hudega zapleta s povišanjem krvnega tlaka v pljučnih arterijah (pljučna hipertenzija). Simptomi pljučne hipertenzije lahko zajemajo zasoplost, utrujenost, zatekanje (na primer v predelu gležnjev in nog). V primerih, o katerih so poročali, so bolniki razvili pljučno hipertenzijo po več kot enem letu zdravljenja z dasatinibom.

## Farmakologija
Dasatinib zavira beljakovino tirozin kinazo. Poglavitne tarče dasatiniba so BCR/Abl (»kromosom Filadelfija«), Src, c-Kit, efrinski receptorji  in številne druge tirozin kinaze. Dasatinib se razlikuje od drugih učinkovin za zdravljenje KML-ja, kot sta imatinib in nilotinib, po močnem zaviranju aktivirane kinaze BCR-ABL. Razpolovni čas dasatinib je le okoli 3 do 5 ur, vendar pa zaradi močne vezave na BCR-ABL1 deluje bistveno dlje.